# تروكي مياموتو
تروكي مياموتو (宮本 輝 紀) ولد 26 ديسمبر 1940 -توفى 2 فبراير 2000 هو لاعب كرة قدم ياباني الذي فاز بالميدالية البرونزية في دورة الألعاب الاولمبية الصيفية 1968.

## روابط خارجية
- تروكي مياموتو على موقع الاتحاد الدولي (مؤرشف)  (الإنجليزية)
- تروكي مياموتو على موقع قاعدة بيانات كرة القدم.إي يو (الإنجليزية)
- تروكي مياموتو على موقع ناشيونال فوتبول تيمز (الإنجليزية)
- تروكي مياموتو على موقع عالم كرة القدم.نت (الإنجليزية)
- تروكي مياموتو على موقع أوليمبيديا (الإنجليزية)

1. ↑  "معلومات عن تروكي مياموتو على موقع static.fifa.com". static.fifa.com. مؤرشف من الأصل في 2019-12-14.
2. ↑  "معلومات عن تروكي مياموتو على موقع sports-reference.com". sports-reference.com. مؤرشف من الأصل في 2019-05-08.
3. ↑  "معلومات عن تروكي مياموتو على موقع transfermarkt.com". transfermarkt.com. مؤرشف من الأصل في 2020-03-28.